# 宁波西枢纽站
宁波西枢纽站或宁波西站，旧称黄古路站，位于中华人民共和国浙江省宁波市海曙区石碶街道宁波西枢纽交通中心，是宁波轨道交通2号线、6号线、9号线和12号线规划中的地铁换乘站，同时为6号线西端起点站。车站位于海曙区宁波西枢纽交通中心下方，计划于2027年启用。

## 车站形制
宁波西枢纽站位于海曙区石碶街道宁波西枢纽交通中心地下，总建筑面积68744平方米。2号线、6号线、9号线、12号线车站均为岛式车站，呈三横一竖布局，2、6、12号线平行布置，与9号线车站垂直。2、6、12号线车站位于地下二层，总宽度87米。2号线车站长251.6米，建筑面积14630平方米。6号线车站长502.5米，建筑面积22424平方米。12号线车站长251.6米，建筑面积15428平方米。9号线车站位于地下三层，长243.47米，宽22.1米，建筑面积16262平方米。

## 出口
宁波西枢纽站设置8个出入口。